# باستین اوزیپکا
باستین اوزیپکا (انگلیسی: Bastian Oczipka؛ زادهٔ ۱۲ ژانویهٔ ۱۹۸۹) بازیکن فوتبال اهل آلمان است.
از باشگاه‌هایی که در آن بازی کرده‌است می‌توان به باشگاه فوتبال شالکه ۰۴، باشگاه فوتبال هانزا روستوک، باشگاه فوتبال بایر ۰۴ لورکوزن، باشگاه فوتبال آینتراخت فرانکفورت، و باشگاه فوتبال سن پائولی اشاره کرد.
وی همچنین در تیم‌های ملی فوتبال جوانان آلمان، و جوانان آلمان، بازی کرده‌است.